# Loi de Ribot

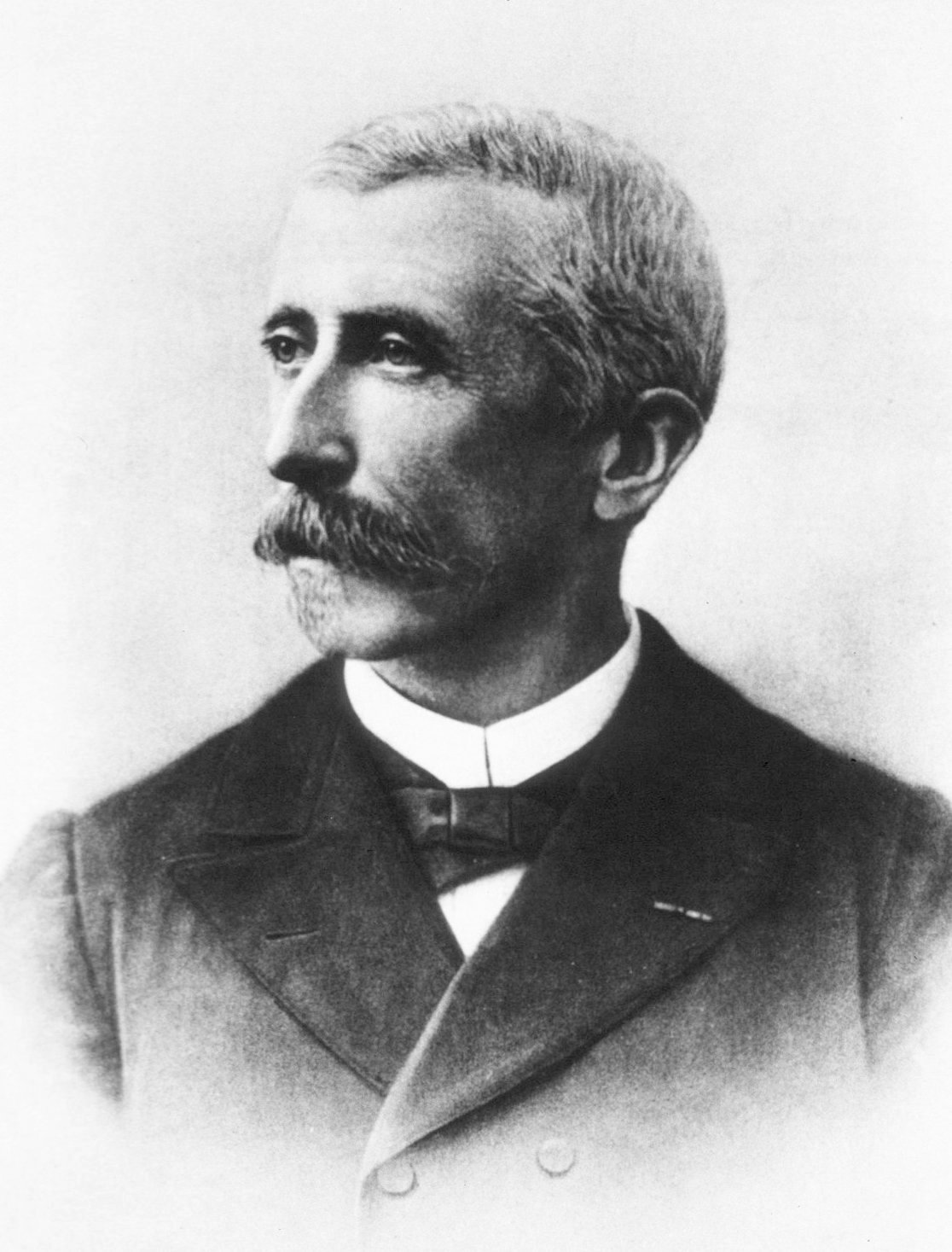
Théodule-Armand Ribot

La loi de Ribot sur l'amnésie rétrograde a été proposée par Théodule-Armand Ribot en 1881. Elle affirme qu'il existe un gradient temporel dans l'amnésie rétrograde, de telle manière que les souvenirs récents sont plus sujets à l'amnésie que les souvenirs plus anciens. Dans le même ordre d'idées, les souvenirs les plus anciens doivent réapparaître plus tôt lors d'un processus de retour de souvenirs amnésiques.
Même si tous les patients souffrant d'amnésie rétrograde ne présentent pas des symptômes conformes à cette loi générale, un vaste corpus de recherche théorique et expérimental en confirme statistiquement les prédictions en psychopathologie, notamment pour la maladie d'Alzheimer.

## Référence
- (en) Cet article est partiellement ou en totalité issu de l’article de Wikipédia en anglais intitulé « Ribot's Law » (voir la liste des auteurs).